# Ford Prefect (litterär figur)
Ford Prefect (även kallad Ix), litterär figur i Douglas Adams romaner om Liftarens guide till galaxen. 
Ford Prefect är en frilansande reporter för den allomfattande Liftarens guide till galaxen. I boken får man veta att han tillbringat närmare 15 år på jorden och är minst sagt trött på att leva bland varelser som för det mesta är olyckliga. Han är släkt med Zaphod Beeblebrox, med vilken han har tre mammor gemensamt. Han ser hjälpligt ut som en människa, vilket har föranlett honom att åka till jorden för att arbeta med skriva en artikel om jorden som intergalaktiskt resmål. Han blir tidigt en mentor för huvudpersonen Arthur Dent. 
I filmen får man reda på hur Ford träffade Arthur Dent första gången, nämligen när Arthur räddar Ford genom att knuffa undan honom när han är på väg att bli påkörd av en framrusande bil som han försökt hälsa på - en bil som är just en Ford Prefect. På grund av dålig research var Ford i tron att bilarna är den dominerade rasen på Jorden. I radioserien och i boken var det på grund av samma dåliga research som han antog namnet Ford Prefect, som han trodde skulle smälta in fint bland planetens befolkning. Han riktiga namn är någonting helt annat, ett namn som Ford själv inte kan uttala.